# Metropolis (fictieve stad)
Metropolis is een fictieve stad uit de strips van DC Comics. De stad is vooral bekend als de thuisstad van de superheld Superman. Metropolis werd voor het eerst bij naam genoemd in Action Comics #16, in 1939.
Metropolis wordt altijd neergezet als een grote stad aan de oostkust van de Verenigde Staten. In de verhalen van Superman staat de stad bekend als een van de grootste en rijkste steden ter wereld.
De skyline van Metropolis was oorspronkelijk gebaseerd op die van Toronto. Tegenwoordig wordt Metropolis vaak vergeleken met New York. Ter ere van de gelijknamige film hebben de bedenkers van Superman de geboorteplaats van hun held Metropolis genoemd.

## Geografische ligging
Net als veel plaatsen in DC Comics staat de exacte locatie van Metropolis niet vast, en verschilt geregeld per incarnatie. Wel wordt de stad vrijwel altijd aan de oostkust van de Verenigde Staten geplaatst door schrijvers. Vaak wordt gedacht dat Metropolis het New York van het DC Universum is. In de film Superman heeft Metropolis zelfs een aantal van New Yorks bekende gebouwen zoals het Vrijheidsbeeld en het World Trade Center. In de televisieserie Lois and Clark: The New Adventures of Superman suggereren de telefoonnummers en gebouwen dat Metropolis ergens bij Chicago ligt.
In een Supermanverhaal dat zich afspeelt in de 21e eeuw is Metropolis de versmelting van een aantal grote steden zoals Washington, D.C., New York en Boston.
Metropolis’ locatie wordt vaak vergeleken met die van Gotham City. De twee steden hebben blijkbaar een sterke band. In sommige verhalen zijn het buursteden, maar in andere liggen ze honderden kilometers uit elkaar.

## Geschiedenis
De fictieve geschiedenis van Metropolis is vrijwel gelijk aan die van New York. Het eiland waar de stad op is gebouwd werd gekocht door een aantal Zweedse kolonisten van de lokale bevolking. De stad zelf zou volgens de strip "Superman: Y2K" gesticht zijn door pelgrims. Een van Lex Luthors voorouders was een inwoner van het oude Metropolis.
In de 19e eeuw was Metropolis het toneel van intense rellen. Vlak voor het uitbreken van de Eerste Wereldoorlog bezat Lex Luthors grootvader (of overgrootvader) een groot aantal staalmijnen in de stad. Metropolis werd in die tijd getroffen door de Grote Depressie. Enkele wijken uit de stad, zoals een buurt genaamd “Suicide Slum”, dragen nog altijd de littekens van die tijd.
Tegen het jaar 2000 kreeg de stad een futuristische make-over door de tijdreizende Brainiac 13, een nakomeling van de hedendaagse Brainiac. 13.
In de verhalen die zich afspelen in de toekomst wordt gesuggereerd dat Metropolis nog tot ver in de 30e en 31e eeuw succesvol zal blijven.

## Uiterlijk
Metropolis is een typische grote stad vol wolkenkrabbers. Metropolis wordt vaak getoond als een warme, schone en welvarende stad.
Net als New York is Metropolis opgedeeld in vele wijken. Het eiland waar de stad oorspronkelijk werd gesticht staat bekend als “New Troy”, en is de Metropolis versie van Manhattan. New Troy is een eiland vol wolkenkrabbers en een druk stadscentrum.
Prominent aanwezig in de stad zijn het gebouw van de krant “Daily Planet” (duidelijk te herkennen aan een grote planeet op het dak), de LexCorp Towers (gemodelleerd naar de Twin Towers), het Emperor Building (Metropolis’ versie van het Empire State Building),

## Orde en wetten

### Burgemeesters
Er zijn twee burgemeesters bekend uit de geschiedenis van Metropolis:
- Frank Berkowitz, wiens termijn begon voordat Superman zijn intrede deed in de stad. Hij werd vermoord door een sluipschutter in gehuurd door Lex Luthor.
- "Buck" Sackett, verkozen als president na Berkowitz' dood.

### Metropolis politiedepartement.
Het Metropolis politiedepartement bezit een speciale eenheid die de stad moet beschermen tegen supercriminelen wanneer Superman afwezig is.

## Het echte metropolis
Er is in de Verenigde Staten echt een plaats met de naam Metropolis, te weten Metropolis, Illinois. Deze stad heeft zichzelf uitgeroepen tot “de thuisstad van Superman”.